# Perneczky Jenő
Perneczky Jenő (Gyertyános (Vas megye), 1865. november 16. – Budapest, 1943. december 1.) honvédvezérkari őrnagy, tábornok.

## Életútja
Perneczky Sándor és Marton Borbála fia. Kőszegen négy gimnáziumi osztályt, Pozsonyban a gyalogsági hadapród-iskolát végezte, azután 1883. augusztus 18-án mint hadapród-tiszthelyettes a császári és királyi 60. gyalogezredhez osztatott be. 1886. szeptember 30-án a budapesti 1. honvéd-gyalogezredhez helyeztetett át. 1886. november 1-jén hadnaggyá, 1890. május 1-én főhadnaggyá és 1894. május 1-jén századossá lépett elő. A honvédségnél 1886–tól 1888-ig és pedig egy évig mint századtiszt és egy évig mint zászlóalj-segédtiszt működött; 1888–89-ben a felsőbb tiszti tanfolyamot, 1889–től 1891-ig a császári és királyi hadiiskolát hallgatta, azután egy évig a császári és királyi 4. hadtest vezérkari osztályához és egy évig a császári és királyi vezérkarhoz Bécsben volt beosztva. 1893. november 1-től a honvédelmi minisztérium I. ügyosztályában működött, 1900. november 1-től vezérkari őrnagyi ranggal. Az első világháborúban a 81. dandár parancsnoka volt. Halálát koszorúér-eltömődés okozta. Felesége Walheim Irén Paula Margit Mária volt, akivel 1898. augusztus 30-án kötött házasságot Budapesten.
Az ezredéves országos kiállítás hadtörténelmi csoportjának megbízásából a kiállításon a zentai csatát ismertette. A Ludovika Akadémia Közlönyének levelező tagja volt; ebben cikkei (1894. A kőszegvidéki hadsereg-gyakorlatok 1893-ban, 1896. A honvédségi fegyvergyakorlatok).

## Munkája
- A zentai hadjárat 1697-ben. Bpest. 1896.